# Shockdom
Shockdom è stata un'azienda italiana di intrattenimento, specializzata in fumetti e cartoni animati. Nasce il 19 luglio 2000 come prodotto di Studio Hyperion, web agency creata da Lucio Staiano e Maximiliano Bianchi. Diventa società a responsabilità limitata nel 2006. Era nota nel campo dei fumetti e della pubblicità online.

## Storia

### I Multicomics
Il progetto "Shockdom" nasce nel maggio 1997, quando Lucio Staiano, Andrea Ruffini e Marco Licchelli, tre fisici di Pisa appassionati di fumetti ed esperti multimediali, decidono di pubblicare fumetti su supporto cd-rom. Nel progetto iniziale, il cd-rom avrebbe compreso versioni multilingue dei fumetti, da leggere quindi sullo schermo.
I tre si impegnano alla ricerca di investitori, finanziatori e partner per realizzare il progetto, ma dopo qualche mese decidono di sciogliersi e di seguire ciascuno la propria strada. Soltanto Staiano continuerà a insistere sul progetto.

### Studio Hyperion e il progetto Shockdom
Dopo aver proposto l'operazione nelle varie aziende multimediali in cui lavora, nel 1998 Staiano partecipa ad un corso professionale dove conosce Maximiliano Bianchi, appassionato anch'egli di fumetti, che abbraccia l'idea.
I due decidono quindi di creare una web agency (Studio Hyperion) per autofinanziare il progetto Multicomics.
In quegli anni in Italia Internet è in forte espansione e il software Macromedia Flash oltre a influenzare il modo di fare siti web, rilancia l'animazione breve come mezzo espressivo.
Staiano e Bianchi decidono quindi di cambiare il modello di business del progetto, passando da quello basato sulla vendita di cd-rom ad un modello basato sulla pubblicità. Sono tra i primi a creare animazioni Flash in Italia e nel 1999.
Il 19 luglio 2000 nasce quindi www.shockdom.com, sito multilingue (italiano, inglese e spagnolo). Il nome nasce dalla sintesi di ShockWave Flash, inizialmente tutti i contenuti del sito sono realizzati tramite questo software, e "Kingdom" (reame, in inglese). Con Shockdom vengono prodotti in Italia i primi fumetti ideati e realizzati appositamente per il Web.

### Il periodo di My-Tv, il Kiwi e l'Interactive Key Award
Nel 2001, dopo la partenza di Bianchi, Shockdom inizia a collaborare con My-Tv, che sale agli onori delle cronache in autunno grazie al cartoon "Tu vuo' fa 'o talebano", con protagonista Gino il pollo. My-Tv diventa il riferimento in Italia per i cartoons e Shockdom ne diventa il principale partner. Grazie alla collaborazione con Cartobaleno, Shockdom produce per My-Tv decine di animazioni web, tra cui alcune di Gino il pollo e due spot televisivi.
Nel 2002 per la Riso Gallo, Shockdom collabora alla produzione de "La cucina Ginese", ideata da Andrea Zingoni, creatore anche di Gino il pollo, in cui si rivela il personaggio del Kiwi. Il successo di questi cartoons porterà alla produzione de Le ricette di Arturo e Kiwi per la RAI, nel 2006. Shockdom collaborerà anche alla realizzazione del pilota della serie.
Sempre nel 2002, per Voxidea, una start-up della rete, idea e realizza "la Divina Economia", una parodia della Divina Commedia come fumetto parlato che gli utenti di Voxidea potevano condividere via mail. L'operazione arriva finalista al prestigioso Interactive Key Award.
Infine, nel 2002, Shockdom diventa per la prima volta Network, creando anche un magazine e siti di incontro tra utenti. Ma l'impegno necessario è troppo grande per le forze del solo Staiano che è così costretto a sospendere il progetto.

### "Le cene di Giada" ed "eriadan"
Il 2004 è un anno fortunato per shockdom. Sul newsgroup it.arti.fumetti Staiano, nel dicembre del 2003, viene a conoscenza dell'esistenza di un nuovo autore Paolo Aldighieri (vero nome di eriadan) che diventerà uno degli autori di punta del sito.
Nell'estate dello stesso anno viene pubblicato il primo volume su carta di Shockdom, appunto "eriadan". Viene pubblicato anche ne "La notte dei blogger" (Einaudi edizioni) e in Italia il suo blog diventa uno dei più visitati. A Lucca Comics 2004 viene presentato il volume edito da Shockdom.
Sempre nel 2004 Shockdom diventa partner di Virgilio.it con un progetto pubblicitario online, per il cliente Akuel. Uno dei prodotti dell'azienda farmaceutica, Play, ha sul proprio packaging il disegno di una ragazza (Giada).
Viene creata la prima documentata sit-com italiana sul web, a cartoons, scritta e prodotta da Staiano. Aveva una trama estremamente semplice: nel blog, parlando del proprio quotidiano, Giada raccontava degli incontri e degli approcci di ragazzi e uomini che la interessavano e di come organizzava infine una cena nel proprio mini appartamento.
Il cartoon rappresentava la parte finale dell'episodio, raccontando la cena vera e propria. La serata aveva uno svolgimento molto simile tra i vari episodi: durante la cena il maschio di turno si rivelava estremamente noioso o troppo strano per cui Giada inventava scuse astruse e assolutamente improbabili, ma proprio in quel momento, Sergio, suo vicino di casa e coprotagonista della serie, bussava alla porta vestito proprio come se dovesse confermare la scusa di Giada, anche se i due non si erano messi d'accordo.
Il blog di Giada era scritto da Gianluca Caputo, storico collaboratore di Shockdom; i disegni erano di Cartobaleno, la parte del suono era curata da Blumer Studio.
Il progetto venne presentato Interactive Key Award 2004, arrivando finalista in due sezioni e vincendo quella dell'Intrattenimento. Fu anche presentato come esempio di online advertising in diverse università Italiane (Bocconi, Pisa, Bologna), durante corsi e master di Comunicazione.

### L'esplosione dei web-comics (2004-2006)
Dopo il 2004, grazie anche al successo di eriadan, in Italia esplode il fenomeno dei web comics e Shockdom ne diventa protagonista. Si uniscono al progetto altri autori ("Lui" di Zorflick e "Albo" di Mostrip) e i lettori aumentano. Shockdom pubblica su carta altri volumi di eriadan e un'antologia di Nuvole Elettriche, il principale circuito italiano di web comics.
eriadan diventa la striscia ufficiale di Virgilio.it e inaugura la sezione Bit Comics di Apogeonline, conquistando sempre più pubblico.

### Shockdom Network (2006-2008)
Nel dicembre 2006 Shockdom diventa una s.r.l., staccandosi giuridicamente da Lucio Staiano che ne continua ad essere il responsabile e il Presidente del Consiglio di Amministrazione, diventando così ufficialmente una vera casa editrice.
Intanto le attività aumentano. Anche se Lui lascia il team, altri autori entrano a farne parte (Kaneda di "Due Cuori e una Gatta", Flavio Nani di "Neko e Kuma", Manu di "Deficients and Dragons", Sio di "Scottecs", Rx di "RX storie di vita vissuta") confermando Shockdom come leader dei web comics in Italia.
Nel corso dei due anni si susseguono vari progetti:
- Shockdom Store, il sito di commercio elettronico dei prodotti della casa editrice. Dall'autunno 2008, oltre ai volumi e alle lezioni della Scuola Online, vende anche le felpe e magliette degli autori Shockdom
- Mycomics.org, sito di autoproduzione di fumetti da parte degli utenti che possono realizzare strisce umoristiche senza saper disegnare utilizzando temi, personaggi e oggetti già pronti o creando i propri character e condividendo gli elementi con altri utenti
- Il primo e-learning 2.0, la ShockSchool, scuola di fumetto online, in cui ogni utente ha il proprio blog in cui può pubblicare i propri esercizi
- Open Shockdom, la piattaforma blog pensata appositamente per i fumettisti. Con questa operazione la casa editrice amplia la propria strategia editoriale, dando visibilità anche ad autori non famosi e scoprendo nuovi talenti

### Shockdom 3.0 (2009-2015)
Da fine 2009 a tutto il 2011 Lucio Staiano si dedica al potenziamento dell'offerta online. Alcuni progetti come MyComics.org vengono abbandonati, nasce iComics.it (piattaforma per la trasformazione di webcomics in applicazioni mobile) mentre Open Shockdom si trasforma in Webcomics.it: la nuova piattaforma di fumetti online viene presentata alla conferenza di Lucca Comics & Games 2011 da Sergio Nuzzo e, basandosi su WordPress e BuddyPress, diviene più vicina ai social network. Da Webcomics.it si affermano autori come Bigio di Drizzit e Sio di Scottecs. A fine 2015 viene lanciata la versione 3.0 della piattaforma. In questo periodo collabora con Shockdom il fumettista senese Marcello Toninelli, che riedita le sue fortunate parodie di opere letterarie tra cui la Divina Commedia.

### La produzione manga e internazionale (2017-2019)
Nel 2017 Shockdom diventa attiva sul mercato estero, aprendo la sede in Brasile e pubblicando in loco i volumi italiani tradotti. Nel 2019 apre anche in Francia, Spagna e USA, sempre traducendo i volumi italiani nelle lingue ufficiali dei vari paesi.
Visto il crescente interesse verso i manga sul mercato italiano, sempre nel 2019 Shockdom decide di pubblicare manga acquisendo la casa editrice Kasaobake, già attiva nella produzione di manga ideati e disegnati da autori italiani.

### Fallimento
In data 13/06/2024 il tribunale di Brescia ha dichiarato la liquidazione giudiziale di Shockdom.